# Migdałek językowy

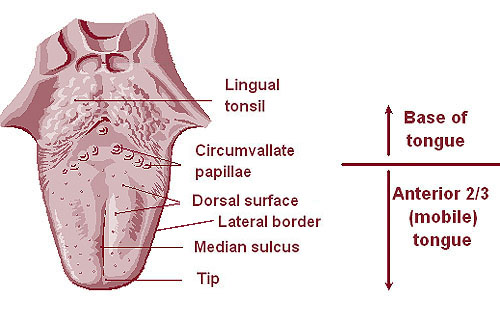
Schemat budowy języka – widok z góry. Migdałek językowy (Lingual tonsil) widoczny w tylnej części języka

Migdałek językowy (łac. tonsilla lingualis) – skupisko tkanki limfatycznej znajdujące się na nasadzie języka. Wchodzi on w skład pierścienia Waldeyera. Składa się z licznych mieszków językowych (łac. folliculi linguales). Pojedynczy mieszek językowy jest wyniosłością owalnego kształtu, wielkości 1–4 mm. Na jego szczycie znajduje się otwór prowadzący do ślepo zakończonej zatoki migdałkowej (łac. sinus tonsillaris). Na przekroju poprzecznym mieszka językowego widoczne są liczne grudki chłonne, tworzące wyniosłość mieszka. Pokryte są one nabłonkiem wielowarstwowym płaskim. Migdałek językowy ku tyłowi rozciąga się do dołeczków zajęzykowych, będących granicą pomiędzy językiem a nagłośnią. Może być on miejscem rozwoju nowotworów złośliwych np. chłoniaków lub stanów zapalnych (angina migdałka językowego). Na skutek powiększenia migdałka językowego może wystąpić dysfagia.